# Swoge
Swoge [ˈsvɔɡɛ] (bulgarisch Своге) ist eine Kleinstadt in Bulgarien.

## Lage

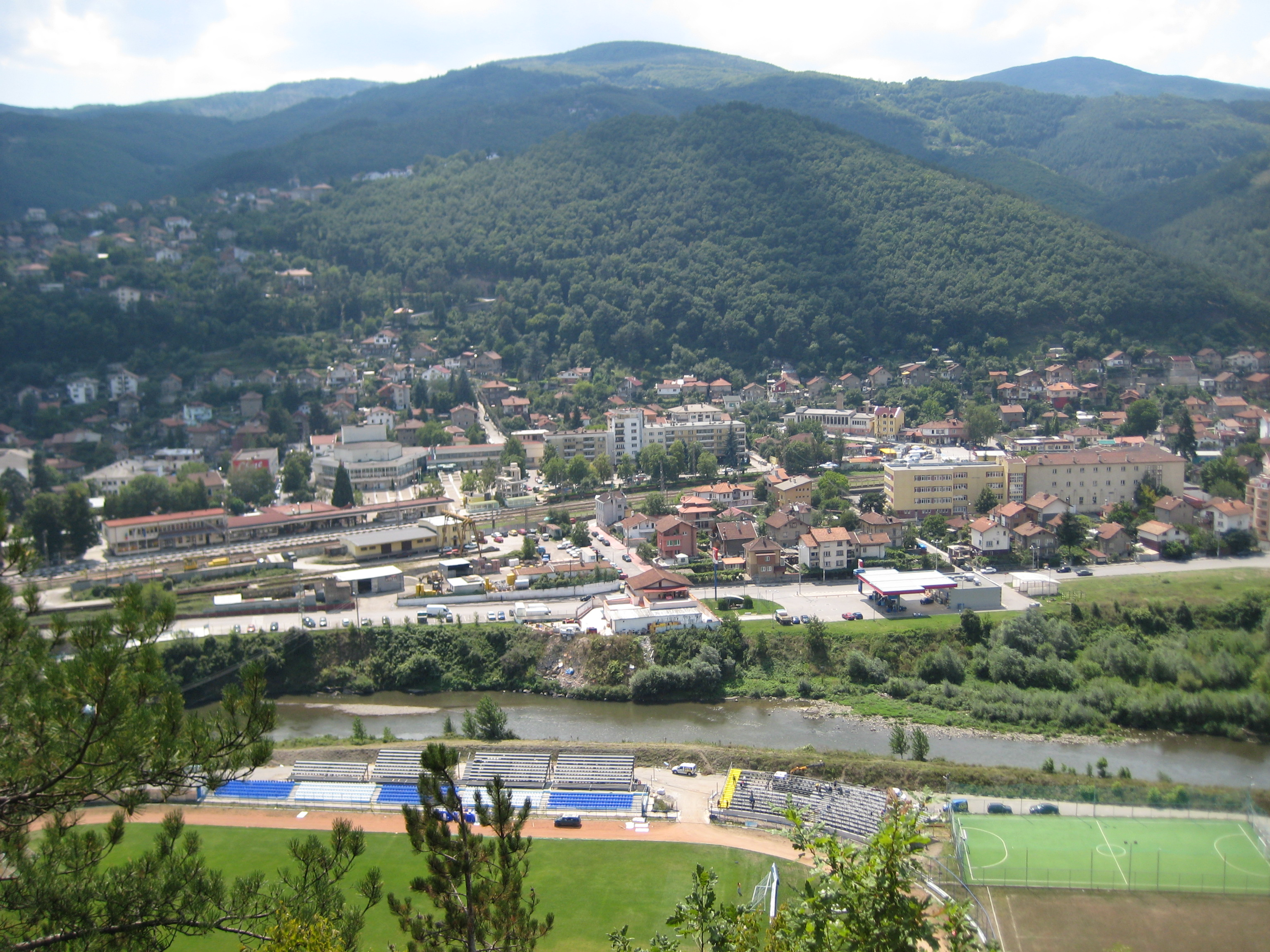
Blick auf das Stadtzentrum, den Bahnhof und das Fußballstadion

Die Stadt liegt im Balkangebirge am Fluss Iskar (bulgarisch Искър), 40 Kilometer nördlich von Sofia, in einer breiteren Stelle der Iskar-Schlucht.

## Öffentlicher Verkehr
Die Stadt liegt an der Bahnlinie Sofia – Widin und der Hauptstraße II-16. Außerdem gibt es verschiedene Busverbindungen nach Sofia.

## Wirtschaft
Überregional bekannt ist Swoge für die gleichnamige Schokoladenmarke, die vor Ort von Mondelēz International Bulgaria hergestellt wird.

## Sport
Swoge ist die Heimat des Fußballklubs FK Sportist Swoge, der 2009/10 in der ersten bulgarischen Liga, der Gruppe A spielte, mittlerweile aber in die Drittklassigkeit abgestürzt ist.

## Tourismus
Im nahen Balkangebirge gibt es verschiedene Wander- und Kletterrouten.

## Söhne und Töchter der Stadt
- Christo Jowow (* 1977), Fußballspieler

## Sonstiges
Die Stadt ist seit 2005 Namensgeber für den Svoge Knoll, einen Hügel auf der Livingston-Insel in der Antarktis.